# OGLE-2005-BLG-390L
OGLE-2005-BLG-390L은 지구로부터 약 21,500광년 떨어져 있는 항성이다. 이 별은 그 정체가 확실하게 밝혀져 있지 않은데, 적색 왜성일 확률이 약 95 퍼센트, 백색 왜성은 약 4 퍼센트, 중성자별 또는 블랙홀일 확률은 나머지 약 1 퍼센트 미만이다.

## 행성계
OGLE-2005-BLG-390L 주위를 도는 외계 행성 한 개가 발견된 상태이다. 발견에는 미시중력렌즈 관찰기법을 응용하였다. 최소 질량은 지구의 5배 정도이며 항성을 2.6천문단위 떨어져서 돌고 있다. 2006년 1월 25일 발견 사실이 공식적으로 발표되었다.
이 별을 도는 행성 OGLE-2005-BLG-390Lb는 그 질량을 고려할 때 슈퍼지구일 확률이 크다. 그러나 간접적으로 존재를 알아낸 것이기 때문에 질량만 가지고는 이 행성이 실제 어떤 모습을 하고 있을지는 확실히 알 수 없다. 질량 및 항성으로부터의 거리를 고려할 때, 이 행성의 표면 온도는 50 켈빈 수준일 것이며 따라서 만약 암석 행성일 경우 표면은 대부분 얼음으로 덮여 있을 것이다. 그러나 가스 행성일 경우 겉모습은 덩치 작은 천왕성이나 해왕성과 비슷해 보일 것이다.

## 같이 보기
- 광학 중력 렌즈 실험

## 참고 문헌
1. 1 2 3 4 5  “SIMBAD query result: NAME OGLE 2005-BLG-390  -- (Micro)Lensing Event”. Centre de Données astronomiques de Strasbourg. 2009년 6월 10일에 확인함.
2. 1 2  Beaulieu;  외. (2006년 1월 25일). “Discovery of a cool planet of 5.5 Earth masses through gravitational microlensing”. 《네이처》 439 (7075): 437–440. doi:10.1038/nature04441.